# Akarboza
Akarboza (łac. acarbosum) – organiczny związek chemiczny, inhibitor α-glukozydaz (glukomylazy, sacharazy, maltazy, izomaltazy) występujący w lekach diabetologicznych. Blokuje ona enzymy jelitowe przekształcające węglowodany złożone w proste, a tym samym powoduje spadek poziomu cukru po posiłku, obniża insulinooporność, zmniejsza poziom insuliny, zwiększa asymilację glukozy oraz powoduje spadek glikemii na czczo.
Działa w przewodzie pokarmowym, spowalniając i hamując trawienie cukrów w jelitach. Wydalana jest ona z kałem oraz w małym stopniu wiązana przez białka osocza, a następnie wydalana przez nerki z moczem. Nie przyczynia się do powstania hiperinsulinemii i niedocukrzenia. Zmniejsza stężenie cholesterolu oraz triglicerydów, przeciwdziała gromadzeniu się tłuszczów w narządach.
Akarboza stosowana jest w leczeniu cukrzycy typu 2, dopuszcza się też jej przyjmowanie w cukrzycy typu 1. Stosowana w monoterapii lub leczeniu skojarzonym (razem z insuliną oraz pochodnymi sulfonylomocznika). Powinna być przyjmowana przed spożyciem posiłku. Wskazana jest w przypadkach z występowaniem znacznej nadwagi i podwyższonym stężeniem lipidów we krwi.

## Działania uboczne
- wzdęcia
- uczucie skurczu jelit
- biegunka
- bóle brzucha
- reakcje skórne: rumień, wysypka, pokrzywka.
- wzrost aktywności enzymów wątrobowych - rzadkie powikłanie powodowane najprawdopodobniej metabolitami akarbozy[4]

## Przeciwwskazania
- ciąża i karmienie piersią
- wiek poniżej 16 lat
- Choroby jelit: owrzodzenia, uchyłki, przepuklina, zrosty
- zaburzenia wchłaniania z jelit.

## Preparaty
- Adeksa
- Glucobay